# اکری
اکری (ˈakɾi) یکی از کشورهای مستقل پیشین است که به یکی از ایالت‌های برزیل تبدیل شده‌است و در شمال غرب آن واقع است. و با بولیوی و پرو هم‌مرز است.
تا حدود صد سال پیش این منطقه جزو خاک بولیوی بود اما به خاطر اشغال بخش زیادی از جنگل‌های این منطقه توسط برزیلی‌هایی که از درختان عصاره رزین با کائوچو جمع‌آوری می‌کردند به مرور آکری به خاک برزیل الحاق شد.
ایالت آکری به عنوان ایالت درخت کائوچو شهرت دارد و جنگل بخش مهمی از اقتصاد روستایی منطقه است.